# ذاکر محمدجانوف
ذاکر محمدجانوف (ازبکی: Zikir Muhammadjonov, Зикир Муҳаммаджонов؛ ۱ ژانویهٔ ۱۹۲۱ – ۲۳ اوت ۲۰۱۲) بازیگر فیلم و تئاتر اهل کشور اتحاد جماهیر شوروی سوسیالیستی و ازبکستان بود. وی بین سال‌های ۱۹۳۸ تا ۲۰۱۲ میلادی فعالیت می‌کرد.
وی همچنین برندهٔ جوایزی همچون جایزه دولتی اتحاد شوروی، جایزه هنرمند مردمی اتحاد جماهیر شوروی، نشان پرچم سرخ کار، و نشان لنین شده‌است.